# 煌めきの瞬間
「煌めきの瞬間」（きらめきのしゅんかん）は、深田恭子の3枚目のシングル。2000年2月2日にポニーキャニオンより発売。

## 概要
シングル表題曲はフジテレビ系で放送された深田主演の関西テレビ制作ドラマ「イマジン」の主題歌。
当時、椎名林檎の作品に参加していた亀田誠治が編曲を担当し、オルタナ色の強い楽曲となっている。ファースト・アルバム『moon』に「煌めきの瞬間 (Alternative Mix)」として収録された>が、このシングルバージョンはアルバム未収録となっている。

## 収録曲
| 全作詞: 黒須チヒロ。 |                                         |            |          |          |
| #                    | タイトル                                | 作詞       | 作曲     | 編曲     |
| 1.                   | 「煌めきの瞬間」                        | 黒須チヒロ | ハルユキ | 亀田誠治 |
| 2.                   | 「アトム ハート マザー」                | 黒須チヒロ | DOREMI   | 有賀啓雄 |
| 3.                   | 「煌めきの瞬間 (インストゥルメンタル)」 | 黒須チヒロ |          |          |